# Xian de Mingxi
Le xian de Mingxi (明溪县 ; pinyin : Míngxī Xiàn) est un district administratif de la province du Fujian en Chine. Il est placé sous la juridiction de la ville-préfecture de Sanming.

## Démographie
La population du district était de 115 226 habitants en 1999.